# Ksenon
Ksénon je kemični element, ki ima v periodnem sistemu simbol Xe in atomsko število 54. Ta zelo težak žlahtni plin, brez barve in vonja, se pojavlja v ozračju v sledovih. Ksenon je bil del prve sintetizirane spojine žlahtnega plina.